# جواز سفر أبخازي
جواز سفر أبخازي يصدر لمواطني جمهورية أبخازيا لغرض السفر الدولي ولغرض التحديد القانوني في أبخازيا. كما هو معروف جواز السفر الأبخازي يستخدم فقط للسفر إلى روسيا وفنزويلا ونيكاراغوا وناورو وسوريا، أما الوجهات الأخرى يجب على مواطني أبخازيا استخدام جواز سفر آخر (معظمهم يستخدام جوازات السفر الروسية) للسفر الدولي.
بحلول شهر فبراير 2007، أصدر جوازات سفر أبخازية إلى 33,000 شخص. وارتفع هذا العدد في وقت لاحق إلى 45,000 في شهر أبريل، و53,000 في شهر مايو، و63,000 في شهر أغسطس، و110,000 في شهر يوليو 2008، و141245 في 12 أكتوبر 2009،  و142625 في 1 نوفمبر 2009. و146121 في 7 ديسمبر 2009.

## الخلفية
كان من المقرر أن تنتهي صلاحية جوازات السفر السوفيتية في عام 2008 ولذلك كانت هناك حاجة إلى جواز سفر جديد. نوقشت مسألة إدخال جواز سفر أبخازي لأول مرة في أواخر التسعينيات. أعلن وزير العدل باتال تاباغوا في مايو 2000 أن طلب الحصول على نماذج جوازات السفر من مصنع بيرم غوزناك قد ألغتها وزارة الشؤون الخارجية الروسية. في عام 2003 أخيرًا طلبات جوازات السفر من شركة طباعة تركية خاصة، ولكن اعترضت الشحنة الأولى المكونة من 25000 جواز سفر ومصادرتها من قبل السلطات الجورجية. وكان من المقرر توزيع جوازات السفر قبل الانتخابات الرئاسية لعام 2004 ولكن عندما وصلت الدفعة الثانية اتضح أن جوازات السفر تحتوي على أخطاء ولذلك قرر الرئيس فلاديسلاف أردزينبا عدم إصدارها. بعد انتخاب سيرجي باجابش للرئاسة، قرر عدم إضاعة الأموال المستثمرة وإدخال جوازات السفر في يناير 2006 على الرغم من الأخطاء.